# Stadion Xorazm w Urgenczu
Stadion Xorazm – wielofunkcyjny stadion w Urgenczu, w Uzbekistanie. Został otwarty w 2003 roku. Swoje mecze rozgrywa na nim drużyna Xorazm Urgencz. Obiekt może pomieścić 25 000 widzów.